# Президент Південно-Африканської Республіки
Президент Південно-Африканської Республіки — глава держави і уряду відповідно до конституції держави. З 1961 по 1994 рік посада називалася Державний президент Південно-Африканської Республіки.
Президент обирається членами Національної асамблеї, нижньої палати парламенту, і, як правило, на найвищу посаду призначається лідер найбільшої партії, якою починаючи з перших нерасових виборів 27 квітня 1994 року є Африканський національний конгрес. У Конституції 1983 року посади президента і прем'єр-міністра були об'єднані, а термін повноважень обмежувався чотирма роками. Починаючи з 1993 року термін перебування президента на посаді було збільшено до двох п'ятирічних термінів. Першим президентом, обраним за новою конституцією був Нельсон Мандела і чинний президент Сиріл Рамафоса.

## Назва посади
- афр. President van Suid-Afrika
- англ. President of South Africa
- ндеб. uMongameli weSewula Afrika
- коса uMongameli waseMzantsi Afrika
- зулу Umongameli waseNingizimu Afrika
- сваті uMengameli weleNingizimu Afrika
- півн. сото Mopresidente wa Afrika Borwa
- сесото Mopresident wa Afrika Borwa
- сетсв. Moporesitente wa Aforika Borwa
- тсонга Puresidente wa Afrika-Dzonga
- венда Muphuresidennde wa Afrika Tshipembe

## Повноваження президента
- Глава держави та уряду Південно-Африканської Республіки;
- Лідер кабінету міністрів;
- Призначає міністрів і членів до кабінету міністрів;
- Ухвалює та надає державні накази;
- Командувач військами Південно-Африканськими національними силами оборони;
- Призначає головного суддю, заступник головного судді, голову і заступника голови Верховного апеляційного суду;
- Повинен підписувати всі акти парламенту;
- Може оголосити війну чи мир.

## Список Президентів Південно-Африканської Республіки
Партії
      Національна партія

      Африканський національний конгрес
| №                                                             | Президент                                               | Фото | Початок терміну                                 | Кінець терміну                                  | Вибори               | Партія             | Прим. |
| Державні президенти ПАР (парламентська республіка, 1961—1984) |                                                         |      |                                                 |                                                 |                      |                    |       |
| 1                                                             | Чарльз Роббертс Сварт (1894—1982)                       |      | 31 травня 1961                                  | 1 червня 1967                                   | —                    | Національна партія | [ 4 ] |
| —                                                             | Теофілус Ебенгазер Дьонгес (1898—1968)                  |      | Обраний, але не вступив на посаду через хворобу | Обраний, але не вступив на посаду через хворобу | —                    | Національна партія | [ 4 ] |
| —                                                             | Джошуа Франсуа Науде (1889—1969) (виконувач обов'язків) |      | 1 червня 1967                                   | 10 квітня 1968                                  | —                    | Національна партія | [ 4 ] |
| 2                                                             | Якобус Йоханнес Фуше (1898—1980)                        |      | 10 квітня 1968                                  | 9 квітня 1975                                   | —                    | Національна партія | [ 4 ] |
|                                                               | Йоханнес де Клерк (1903—1979) (виконувач обов'язків)    |      | 9 квітня 1975                                   | 19 квітня 1975                                  | —                    | Національна партія | [ 4 ] |
| 3                                                             | Ніколаас Йоханнес Дідеріхс (1903—1978)                  |      | 19 квітня 1975                                  | 21 серпня 1978                                  | —                    | Національна партія | [ 4 ] |
|                                                               | Маре Фільюн (1915—2007) (виконувач обов'язків)          |      |                                                 | 10 жовтня 1978                                  | —                    | Національна партія | [ 4 ] |
| 4                                                             | Балтазар Форстер (1915—1983)                            |      | 10 жовтня 1978                                  | 4 червня 1979                                   | —                    | Національна партія | [ 4 ] |
| 5                                                             | Маре Фільюн (1915—2007)                                 |      | 19 червня 1979 (в. о. з 4 червня 1979)          | 3 вересня 1984                                  | —                    | Національна партія | [ 4 ] |
| Державні президенти ПАР (президентська республіка, 1984—1994) |                                                         |      |                                                 |                                                 |                      |                    |       |
| 6                                                             | Пітер Віллем Бота (1916—2006)                           |      | 14 вересня 1984 (в. о. з 3 вересня 1984)        | 15 березня 1989                                 | —                    | Національна партія | [ 4 ] |
|                                                               | Ян Христіан Х'юніс (1927—2006) (виконувач обов'язків)   |      | 19 січня 1989                                   | 15 березня 1989                                 | —                    | Національна партія | [ 4 ] |
| 6                                                             | Пітер Віллем Бота (1916—2006)                           |      | 15 березня 1989                                 | 15 серпня 1989                                  | 1987 (20-а Асамблея) | Національна партія | [ 4 ] |
| 7                                                             | Фредерік Віллем де Клерк (1936—2021)                    |      | 20 вересня 1989 (в. о. з 15 серпня 1989)        | 10 травня 1994                                  | 1989 (21-а Асамблея) | Національна партія | [ 4 ] |

### Президенти ПАР
| №                                                | Президент                                        | Фото                                             | Початок терміну                                  | Кінець терміну                                   | Вибори                                           | Партія                                           | Події                                            | Прим.                                            |
| Президенти ПАР (після відміни апартеїду, з 1994) | Президенти ПАР (після відміни апартеїду, з 1994) | Президенти ПАР (після відміни апартеїду, з 1994) | Президенти ПАР (після відміни апартеїду, з 1994) | Президенти ПАР (після відміни апартеїду, з 1994) | Президенти ПАР (після відміни апартеїду, з 1994) | Президенти ПАР (після відміни апартеїду, з 1994) | Президенти ПАР (після відміни апартеїду, з 1994) | Президенти ПАР (після відміни апартеїду, з 1994) |
| ------------------------------------------------ | ------------------------------------------------ | ------------------------------------------------ | ------------------------------------------------ | ------------------------------------------------ | ------------------------------------------------ | ------------------------------------------------ | ------------------------------------------------ | ------------------------------------------------ |
| 8                                                | Нельсон Мандела (1918—2013)                      |                                                  | 10 травня 1994                                   | 16 червня 1999                                   | 22-а Асамблея                                    | Африканський національний конгрес                |                                                  | [ 4 ]                                            |
| 9                                                | Табо Мбекі (1942—)                               |                                                  | 16 червня 1999 21 травня 2004                    | 21 травня 2004 25 вересня 2008                   | 23-а Асамблея 24-а Асамблея                      | Африканський національний конгрес                |                                                  | [ 4 ]                                            |
| 10                                               | Кгалема Мотланте (1949—)                         |                                                  | 25 вересня 2008                                  | 9 травня 2009                                    | 24-а Асамблея                                    | Африканський національний конгрес                |                                                  | [ 4 ]                                            |
| 11                                               | Джейкоб Зума (1942—)                             |                                                  | 9 травня 2009 21 травня 2014                     | 21 травня 2014 14 лютого 2018                    | 25-а Асамблея 26-а Асамблея                      | Африканський національний конгрес                |                                                  | [ 4 ]                                            |
| 12                                               | Матамела Сиріл Рамафоса                          |                                                  | 15 лютого 2018                                   |                                                  | 27-а Асамблея                                    | Африканський національний конгрес                |                                                  |                                                  |

## Президентський прапор

1961–1984
1984–1994